# Chatham Rise

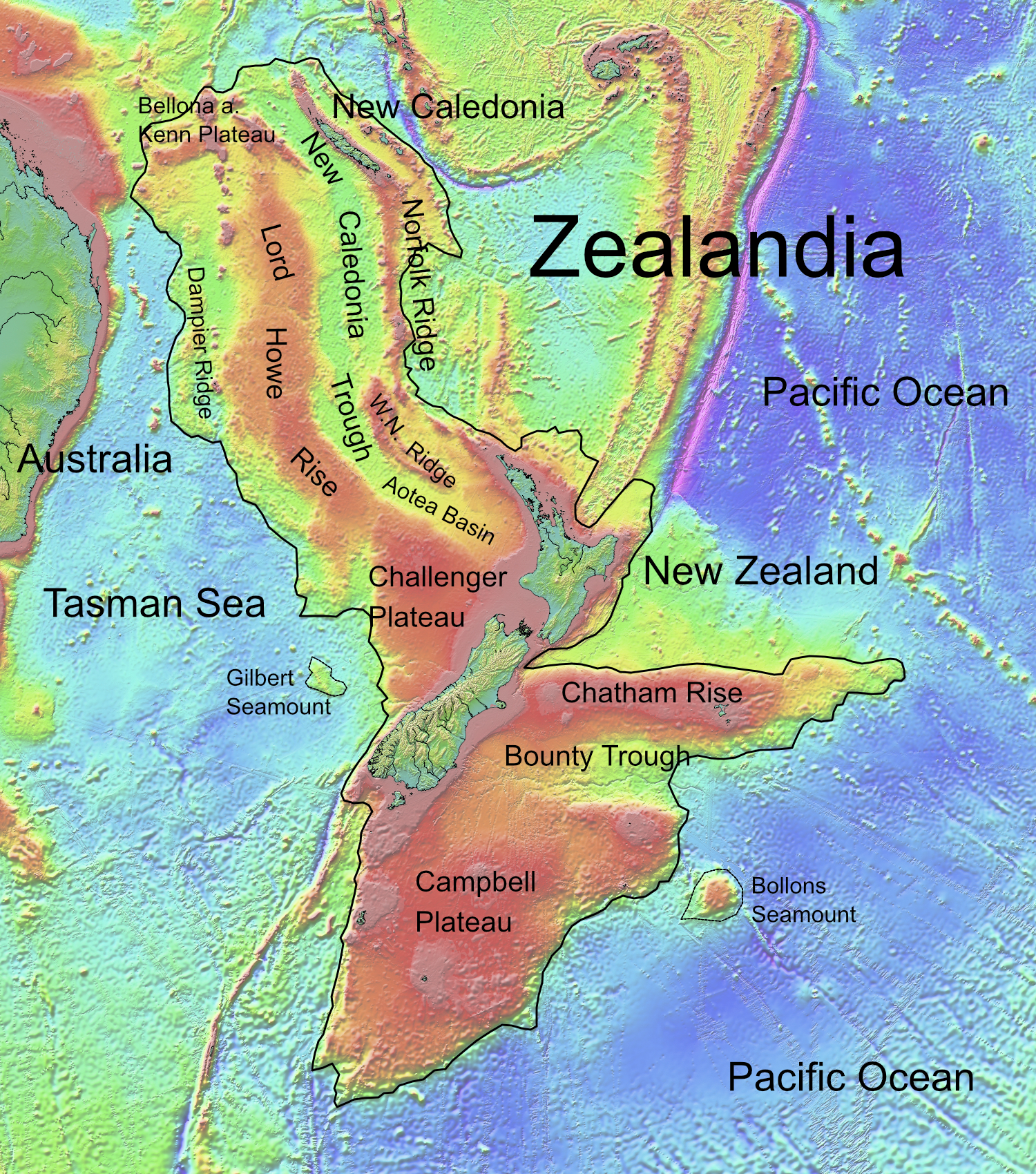
Mappa topografica della Zealandia con il Chatham Rise

Il Chatham Rise è un'area del fondale oceanico a est della Nuova Zelanda e che fa parte della Zealandia, un continente in gran parte sommerso. 
Si estende per circa 1000 km partendo a ovest dall'Isola del Sud e arrivando fino alle Isole Chatham a est. È il più importante sito di pesca della Nuova Zelanda e nel contempo un importante habitat per le balene.
In confronto alle altre acque dell'Oceano Pacifico che contornano la Nuova Zelanda, la zona del Chatham Rise è relativamente poco profonda, con una profondità che non eccede mai i 1000 m al contrario delle acque oceaniche appena a nord e a sud di quest'area. A nordest la fossa di Hikurangi, estensione della più profonda fossa delle Kermadec, scende fino a oltre 3000 m in prossimità della costa della Nuova Zelanda, e più lontano dalla costa il Chatham Rise contorna il plateau Hikurangi. A sud simili profondità sono raggiunte nella Bounty trough. Oltre il margine orientale del Rise, il fondale oceanico sprofonda nella piana abissale.